# Emma Day
Emma Day fue una docente y escritora argentina que desempeñó una destacada labor en promoción de los derechos de la mujer en su país.

## Biografía
Emma Day nació el 26 de mayo de 1883 en la isla Martín García, República Argentina. Era hija del coronel del Ejército Argentino Ricardo A.Day Chenaut, comandante de esa posición estratégica del Río de la Plata, y de Enriqueta Gibbs.
Durante su infancia siguió a su familia a Europa primero y posteriormente a Washington, capital de los Estados Unidos de América, donde su padre cumplía una misión diplomática.
De regreso en la ciudad de Buenos Aires, Emma Day cursó sus estudios en la Escuela Normal de Profesoras N° 1 Roque Sáenz Peña, obteniendo el título de profesora en Ciencias y Letras. 
Fue profesora en la misma Escuela Normal N° 1, en la Escuela Normal N° 8 y en los colegios Julio Argentino Roca y Justo José de Urquiza.
Tanto en el Colegio Ward, que inició sus actividades en el barrio de Flores en marzo de 1914, como en la Escuela Argentina Modelo, creada por Carlos María Biedma el 10 de abril de 1918, Emma Day integró la nómina de los primeros cuerpos docentes de esos prestigiosos establecimientos.
En el ámbito de su profesión, complementó el dictado de su cátedra que ejerció durante 40 años de su vida, con la publicación de trabajos sobre diversos asuntos relacionados con la actividad docente.
Decidida impulsora de los derechos de la mujer, actuó junto a Elvira Rawson y Sara Justo, entre otras muchas compañeras de causa. Integró también la Comisión Directiva de la Asociación Pro Derechos de la Mujer (1919), de la Liga de Amas de Casa, del Club de Madres, de la Cruzada Femenina, de la Liga de Madres de Familia y de la Asociación de Recreos Infantiles, siendo una de las fundadoras y primera presidenta del Capítulo Argentino de la Unión de Mujeres Americanas (UMARA).
El Instituto de Huérfanos Militares debió su creación en buena medida a su iniciativa. Presidió la comisión de damas que tuvo a su cargo la organización de esa institución de bien público e impulsó la decisión de denominarlo Dámaso Centeno.
Su actividad la enfrentó en numerosas oportunidades con las autoridades nacionales. En 1918, durante el gobierno de Hipólito Yrigoyen, criticó públicamente al director del establecimiento nacional donde ejercía la cátedra de Letras, lo que le valió ser injustamente dejada cesante al día siguiente. Day, aprovechó la experiencia y sólo dos semanas después publicaba su obra Pasatiempos de una Cesante.
Durante la segunda presidencia de Juan Domingo Perón Emma Day permaneció detenida siete meses junto con su hermana Queta en la cárcel de mujeres de la calle Humberto 1º.[cita requerida] Se unió a la Asociación Unión de mujeres argentinas en 1947, en pleno auge de la irrupción de las mujeres a las fábricas durante el peronismo. Estaba formada por mujeres que luchaban contra el fascismo, no sólo del Partido Comunista, había también anarquistas, trotskistas, radicales, peronistas y religiosas. Sus banderas desde el inicio fueron el divorcio, la patria potestad compartida, e igual trabajo por igual salario. Durante la dictadura de Pedro Eugenio Aramburu, el Ministerio de Interior del gobierno de facto dice la Unión de Mujeres Argentinas y la Liga de los Derechos de Hombre tenían vinculaciones con el P.C, por lo que retira la personería jurídica a la organización y clausura su local, Emma Day se opondrá a dicha clausura por lo que será nuevamente detenida. Relata su hija que durante su confinamiento «A las convictas les daba clases de historia, castellano, geografía y arte y…¡hasta había organizado un levantamiento para recibir al jefe del instituto!»
Recién el 16 de diciembre de 1966, ya con 82 años de edad, Emma Day renunció a la presidencia de la UMARA.
Falleció en la ciudad de Buenos Aires el 2 de febrero de 1969, a los 85 años de edad.
Estaba casada con Marcos Agustín Oliva con quien tuvo tres hijos: Alfredo, Marcos y Alicia Oliva Day. Vivía en la calle Villanueva 1175 del barrio de Belgrano.
Hablaba francés, inglés, italiano, alemán, griego y latín. Recuerda su hija Alicia que «Era muy rigurosa y estricta, de carácter amable, pero firme en sus convicciones. Le gustaba mucho la música clásica. Organizaba cuanto curso podía, divulgando ideas de libertad y justicia. Estimulaba y colaboraba con aquellos que intentaban superarse y para nosotros, su familia, fue un estandarte por su inquebrantable lucha. Su vida se transformó en un ejemplo cívico. Fue la primera que bregó por el voto femenino.»
Respecto de su obra, la revista Caras y Caretas publicaba en 1922 que «Emma Day de Oliva, de merecidos prestigios en las letras sobresale por sus encomiables condiciones descriptivas, su riqueza de imágenes, su erudición, el movimiento desenvuelto, el diálogo y todo el estilo elegante y fluido.»